# Coendou speratus
Espèce
Coendou speratus est une espèce de rongeurs de la famille des Erethizontidae, les porcs-épics américains.

## Distribution
Cette espèce est endémique du Pernambouc au Brésil.
Ce porc-épic vit dans la forêt atlantique.

## Publication originale
- Pontes, Gadelha, Melo, Sá, Loss, Caldara Júnior, Costa & Leite, 2013 : A new species of porcupine, genus Coendou (Rodentia: Erethizontidae) from the Atlantic forest of northeastern Brazil. Zootaxa, no 3636 (3), p. 421–438.